# Mệnh phụ

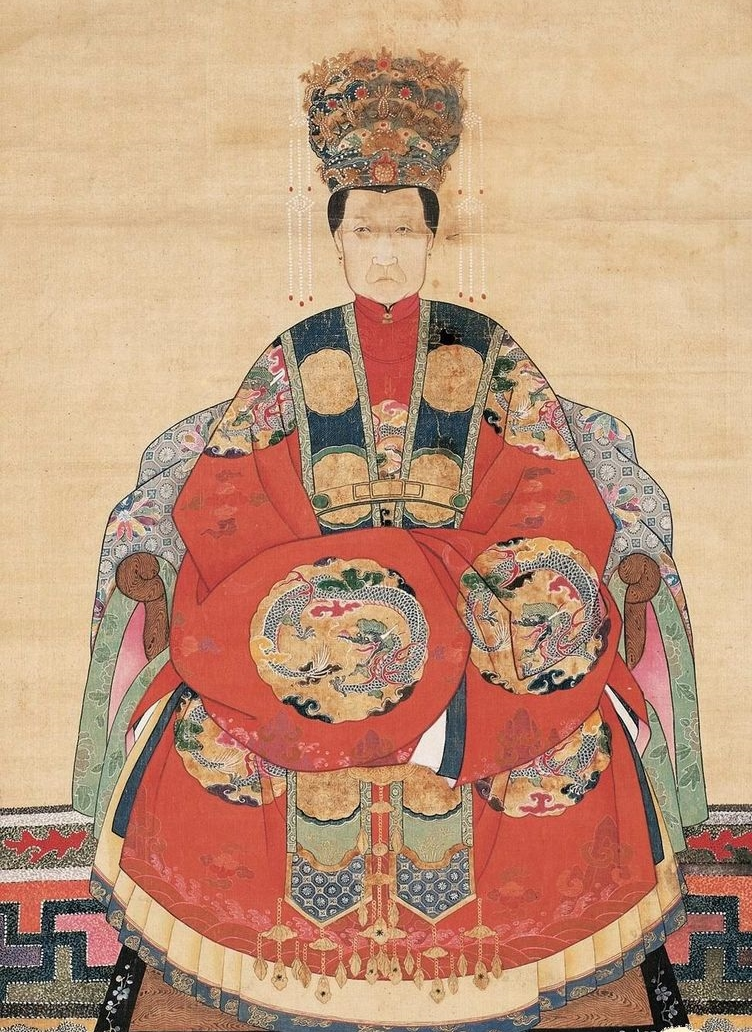
Chân dung một mệnh phụ thời nhà Minh.

Mệnh phụ (chữ Hán: 命婦; Hangul: 외명부), theo ý nghĩa phổ biến thì là một danh từ gọi các phụ nữ có tước hàm thuộc các triều đại phong kiến ở Trung Quốc, cùng các quốc gia Hán quyển Đông Á như Việt Nam và Triều Tiên.
Những phụ nữ có được danh xưng mệnh phụ đều phải do chính các vị Vua của triều đại ấy chính thức sắc phong, chế lệnh ban cho tước hàm cùng quần áo, thậm chí đôi khi có được thực ấp đất phong dù không phổ biến. Các triều đại lớn đều xem trọng nghi lễ, phẩm vị quan viên được thành lập là bắt buộc, song hành với đó thì các triều đại luôn cần có những tước hiệu cho mẹ hoặc vợ của họ để vinh danh dù không có thực quyền nào.

## Khái quát
Vào thời nhà Chu, danh xưng mệnh phụ luôn ám chỉ đến vợ của quan viên, đại khái là tầng lớp Khanh-Đại phu phụ trợ Thiên tử lẫn các vị Vua chư hầu. Sách Cựu Đường thư khi dẫn khái niệm mệnh phụ có nói:
- 《周禮》有命夫朝人主，命婦朝女君。
- Sách 《Chu Lễ》 có Mệnh phu bái Nhân chủ, Mệnh phụ bái Nữ quân.

Xã hội quân chủ khi xưa nếu đem Thiên tử cùng Vua chư hầu thống lĩnh cánh đàn ông, thì các Hậu và Quân phu nhân đều thống lĩnh các đàn bà. Cũng như quan viên, vợ của họ đều được xét vào diện có địa vị trong giới phụ nữ, để chia ra sang hèn so với vợ của những dân thường, từ đấy cách gọi 「Mệnh phụ」 ra đời. Theo đà phát triển của các triều đại, danh xưng mệnh phụ được chia ra 2 khái niệm tổng quát:
- Nội mệnh phụ (內命婦): tức "Mệnh phụ ở trong Nội", tức chỉ đến Thái hoàng thái hậu, Hoàng thái hậu, Hoàng hậu, Phi tần cùng gia quyến của Hoàng thái tử. Đôi khi, "Nội mệnh phụ" còn nói đến các hoàng nữ chưa xuất giá.
- Ngoại mệnh phụ (外命婦): tức "Mệnh phụ ở bên ngoài", tức chỉ đến các hoàng nữ đã thụ phong Trưởng công chúa và Công chúa, vợ của Hoàng tử Vương công, và mẹ hoặc vợ của quan viên. Những người được phong tặng, tùy theo chế độ mà ngoài vợ của quan viên, còn có vợ của ông nội ông cụ[3].

## Chế độ Mệnh phụ và Cáo mệnh

### Trung Quốc
Thời nhà Đường là triều đại đầu tiên quy mô chế định tước hiệu cho phụ nữ gia quyến của quan viên đại thần. Lúc này khái niệm "Cáo mệnh" vẫn chưa tồn tại, mà chỉ là dựa theo công trạng của quan viên gia phong. Bên cạnh đó, "Ngoại mệnh phụ" nhà Đường cũng đem công chúa, vợ và con gái của hoàng tử tước vương đều gom vào, tạo thành một chế độ khá phức tạp:
- Hoàng cô phong Đại trưởng công chúa (大長公主), Hoàng tỷ muội phong Trưởng công chúa (長公主), Hoàng nữ phong Công chúa (公主), đều là trật Chính nhất phẩm;
- Con gái Hoàng thái tử phong Quận chúa (郡主), trật Tòng nhất phẩm;
- Con gái tất cả tước Vương phong Huyện chúa (縣主), trật Chính nhị phẩm;
- Mẹ và vợ của Vương cùng Tự vương, phong Phi (妃);
- Mẹ và vợ của quan Nhất phẩm cùng Quốc công, phong Quốc phu nhân (國夫人);
- Mẹ và vợ của quan Tam phẩm trở lên, phong Quận phu nhân (郡夫人);
- Quan Tứ phẩm, cũng như Huân quan hàm Nhị phẩm, mẹ và vợ phong Quận quân (郡君);
- Quan Ngũ phẩm, cũng như Huân quan hàm Tam phẩm, mẹ và vợ phong Huyện quân (縣君);
- Quan tản hàm còn làm việc, cũng giống Huân quan hàm Tứ phẩm, mẹ và vợ phong Hương quân (鄉君);
- Mẹ của Hậu phi bậc Nhất phẩm, phong Chính tứ phẩm Quận quân (正四品郡君);
- Mẹ của Hậu phi bậc Nhị phẩm, phong Tòng tứ phẩm Quận quân (從四品郡君);
- Mẹ của Hậu phi bậc Tam phẩm, phong Chính ngũ phẩm Huyện quân (正五品縣君);

Chế độ nhà Đường cũng bắt đầu định quy tắc lễ cho mệnh phụ, khi nhập triều tham bái thì đều dựa vào lễ nghi phẩm trật của chồng hoặc con trai. Về vấn đề xin ban tước cho nữ giới trong nhà, những người con do vợ lẽ sinh ra (Thứ tử; 庶子) nếu có công danh thì chỉ có thể xin gia tôn cho mẹ cả đích mẫu, chỉ khi không có đích mẫu thì mẹ ruột mới được hưởng. Những bà mẹ tước phi và phu nhân tự động thêm chữ "Thái" (太) vào tên hiệu của mình để phân biệt với người vợ.
Danh vị "Cáo Mệnh phu nhân" (誥命夫人) là cách gọi có từ thời nhà Tống, dùng để phong cho các vợ hay mẹ của quan lại trong triều đình. Do việc phong tặng đều phải thông qua "Cáo thư" do hoàng đế phê chuẩn, và phải có sách phong chính thức nên các vị phu nhân này đều được gọi "Cáo Mệnh phu nhân" hay gọn thành "Mệnh phụ" để biểu thị tính trịnh trọng và sự chính danh của mình. Họ có áo mũ dựa vào tước quan của chồng, con nhưng không có thực quyền chính trị nào cả.
Tước hiệu mệnh phụ thời nhà Tống về cơ bản học theo nhà Đường, nhưng bắt đầu chế định nên chế độ "Cáo mệnh", trở thành căn bản của nhiều triều đại sau. Nhà Tống gọi các bậc ngoại mệnh phụ tổng có 14 vị:
1. Đại trưởng công chúa (大長公主);
2. Trưởng công chúa (長公主);
3. Công chúa (公主);
4. Quận chúa (郡主);
5. Huyện chúa (縣主);
6. Quốc phu nhân (國夫人);
7. Quận phu nhân (郡夫人);
8. Thục nhân (淑人);
9. Thạc nhân (碩人);
10. Lệnh nhân (令人);
11. Cung nhân (恭人);
12. Nghi nhân (宜人);
13. An nhân (安人);
14. Nhụ nhân (孺人);

Trước cải cách của Tống Huy Tông vào năm Chính Hòa thứ 3 (1113), triều Tống ngoài Đại trưởng công chúa đến Huyện chúa, thì còn hai tước hiệu đặc thù là Quận quân (郡君) và Huyện quân (縣君). Hai tước vị này ở thời Tống thì phạm vi gia phong rất rộng, từ nội mệnh phụ đến ngoại mệnh phụ, hoàng tử phi, tông nữ đều có thể gia phong tước hiệu này, nhưng sau đó từ "Quận quân" chia thành "Thục nhân" đến "Cung nhân", còn "Huyện quân" là 3 tước Mệnh phụ còn lại.
Khác với nhà Đường thì nhà Tống không dùng "phẩm cấp" để quy định thứ bậc cho ngoại mệnh phụ, ngoài duy trì "Nội mệnh phụ Ngũ phẩm", còn 14 tước vị này chia theo "đẳng giai", tức chỉ đơn thuần thứ tự bậc cao hơn và thấp hơn mà không gọi phẩm. Những tước vị này được quy định cụ thể để truy phong cho hàng quan chức nào theo những dịp đại phong, còn ngoài ra thì cũng tùy đặc chỉ mà có tước hiệu, như con gái công thần cũng có thể phong những tước hiệu vượt quá thân phận như Quận chúa cùng Huyện chúa, con gái của công chúa dù trước nay không có lệ gia phong nhưng ở thời Tống cũng có thể phong quận chúa, hay các hoàng tử phi đều thụ phong "Quốc phu nhân" cùng "Quận phu nhân" mà không gọi đơn giản là "Vương phi" như nhà Đường. Đây là một đặc điểm tương đối phổ biến thời Tống.
Triều đại nhà Nguyên tiếp bước quy chế mệnh phụ như của triều Tống, chia ra mệnh phụ dựa theo chồng con mà có địa vị được phân ra 3 hạng phẩm vị là từ Nhất phẩm đến Tam phẩm, từ Tứ phẩm đến Lục phẩm và từ Lục phẩm trở xuống. Về phong hiệu chi tiết, căn cứ quy định phong tặng vị hiệu của quan viên, thu được 6 tước hiệu:
1. Quốc phu nhân (國夫人);
2. Quận phu nhân (郡夫人);
3. Quận quân (郡君);
4. Huyện quân (縣君);
5. Cung nhân (恭人);
6. Nghi nhân (宜人);

Hai triều nhà Minh và nhà Thanh đều mô phỏng quy định tước hiệu của nhà Tống nên có khá nhiều tương đồng. Cả hai đều đem "phẩm cấp" dùng cho ngoại mệnh phụ và chính thức đưa danh vị công chúa-quận chúa ra khỏi hệ thống ngoại mệnh phụ, khiến cho khái niệm mệnh phụ chỉ gói gọn trong gia quyến quan lại. Theo nhà Minh, tước phong của các hoàng nữ và tông nữ về cơ bản được dựa theo nhà Tống, còn nhà Thanh chia hoàng nữ làm hai tước là "Cố Luân Công chúa" cùng "Hòa Thạc Công chúa", bên cạnh đó các tông nữ đều có hệ thống Cách cách phức tạp.
Căn cứ Minh sử cùng Thanh sử cảo, chế độ thứ bậc mệnh phụ cụ thể:
| Phong hiệu Ngoại mệnh phụ Minh và Thanh                   | Phong hiệu Ngoại mệnh phụ Minh và Thanh                               | Phong hiệu Ngoại mệnh phụ Minh và Thanh | Phong hiệu Ngoại mệnh phụ Minh và Thanh | Phong hiệu Ngoại mệnh phụ Minh và Thanh |
| Địa vị của Phu quân                                       | Tước vị mệnh phụ tương ứng                                            |                                         |                                         |                                         |
| Nhà Minh                                                  | Nhà Minh                                                              | Nhà Minh                                | Nhà Minh                                | Nhà Minh                                |
| --------------------------------------------------------- | --------------------------------------------------------------------- | --------------------------------------- | --------------------------------------- | --------------------------------------- |
| Công tước                                                 | Mỗ Quốc phu nhân (某國夫人), trong đó "Mỗ" là tên tước Công của chồng |                                         |                                         |                                         |
| Hầu tước                                                  | Mỗ Hầu phu nhân (某侯夫人), trong đó "Mỗ" là tên tước Hầu của chồng   |                                         |                                         |                                         |
| Bá tước                                                   | Mỗ Bá phu nhân (某伯夫人), trong đó "Mỗ" là tên tước Bá của chồng     |                                         |                                         |                                         |
| Quan viên Nhất phẩm và Nhị phẩm                           | Nhất phẩm Phu nhân (一品夫人) và Nhị phẩm Phu nhân (二品夫人)         |                                         |                                         |                                         |
| Quan viên Tam phẩm                                        | Tam phẩm Thục nhân (三品淑人)                                         |                                         |                                         |                                         |
| Quan viên Tứ phẩm                                         | Tứ phẩm Cung nhân (四品恭人)                                          |                                         |                                         |                                         |
| Quan viên Ngũ phẩm                                        | Ngũ phẩm Nghi nhân (五品宜人)                                         |                                         |                                         |                                         |
| Quan viên Lục phẩm                                        | Lục phẩm An nhân (六品安人)                                           |                                         |                                         |                                         |
| Quan viên Thất phẩm                                       | Thất phẩm Nhụ nhân (七品孺人)                                         |                                         |                                         |                                         |
| Nhà Thanh                                                 |                                                                       |                                         |                                         |                                         |
| Thân vương và Quận vương                                  | Phúc tấn (福晋)                                                       |                                         |                                         |                                         |
| Bối lặc, Bối tử, Trấn Quốc công, Phụ Quốc công            | Phu nhân (夫人)                                                       |                                         |                                         |                                         |
| Công tước                                                 | Công thê Nhất phẩm Phu nhân (公妻一品夫人)                            |                                         |                                         |                                         |
| Hầu tước                                                  | Hầu thê Nhất phẩm Phu nhân (侯妻一品夫人)                             |                                         |                                         |                                         |
| Bá tước                                                   | Bá thê Nhất phẩm Phu nhân (伯妻一品夫人)                              |                                         |                                         |                                         |
| Quan viên Nhất phẩm, Trấn Quốc tướng quân, Tử tước        | Nhất phẩm Phu nhân (一品夫人)                                         |                                         |                                         |                                         |
| Quan viên Nhị phẩm, Phụ Quốc tướng quân, Nam tước         | Nhị phẩm Phu nhân (二品夫人)                                          |                                         |                                         |                                         |
| Quan viên Tam phẩm, Phụng Quốc tướng quân, Khinh xa Đô úy | Tam phẩm Thục nhân (三品淑人)                                         |                                         |                                         |                                         |
| Quan viên Tứ phẩm, Phụng Ân tướng quân, Kỵ đô úy          | Tứ phẩm Cung nhân (四品恭人)                                          |                                         |                                         |                                         |
| Quan viên Ngũ phẩm, Vân kỵ úy                             | Ngũ phẩm Nghi nhân (五品宜人)                                         |                                         |                                         |                                         |
| Quan viên Lục phẩm                                        | Lục phẩm An nhân (六品安人)                                           |                                         |                                         |                                         |
| Quan viên Thất phẩm, Ân kỵ úy                             | Thất phẩm Nhụ nhân (七品孺人)                                         |                                         |                                         |                                         |
| Dưới Bát phẩm                                             | Bát phẩm Nhụ nhân (八品孺人) và Cửu phẩm Nhụ nhân (九品孺人)          |                                         |                                         |                                         |

Quy định phong tặng nhà Minh tương đối chi tiết. Ngoài chuyện thêm chữ "Thái" nếu người đàn bà ấy được gia phong vì con cái, thì cũng quy định đích mẫu còn thì không được thỉnh phong sinh mẫu, nếu có sinh mẫu còn sống mà chưa được phong thì không được phong thê tử trước. Khi phong thê tử, chỉ được ban ân gia phong đích thê và một kế thê, tức chỉ có "Nguyên phối thê tử" và "Kế thê đầu tiên" là được phong.
Thời Thanh cơ bản noi theo cách cũ của đời Minh, dùng "Cáo mệnh" (诰命) và "Cáo sắc" (诰敕) làm cơ sở phân chia thứ bậc. Đời Thanh quy định, phàm là quan viên triều đình khi đạt được chức quan thì cũng có đãi ngộ hạng ngạch tương ứng, xuất phát từ ưu đãi mà suy xét, quan viên có thể thông qua "Đàm ân cáo sắc" (覃恩诰敕) để có thể xin ban ân cho thành viên trong gia đình mình. Căn cứ phẩm cấp khác nhau của quan viên, phạm vi "Đàm ân cáo sắc" cùng hình thức cũng khác nhau.

### Quốc gia đồng văn

#### Việt Nam
Tại Việt Nam, các triều nhà Lý và nhà Trần đã không thể khảo được chế định toàn vẹn, chỉ hai triều đại Hậu Lê cùng nhà Nguyễn là có lượng tư liệu còn đủ, mới xác định được thứ bậc ngoại mệnh phụ đều mô phỏng Tống-Minh. Căn cứ Lịch triều hiến chương loại chí và Đại Nam thực lục, tước phong mệnh phụ thời nhà Lê và nhà Nguyễn có thứ tự như sau.
| Tước hiệu Ngoại mệnh phụ triều Lê                  | Tước hiệu Ngoại mệnh phụ triều Lê | Tước hiệu Ngoại mệnh phụ triều Lê | Tước hiệu Ngoại mệnh phụ triều Lê | Tước hiệu Ngoại mệnh phụ triều Lê |
| Phẩm vị                                            | Tước vị tương ứng                 |                                   |                                   |                                   |
| Tông thất Mệnh phụ                                 | Tông thất Mệnh phụ                | Tông thất Mệnh phụ                | Tông thất Mệnh phụ                | Tông thất Mệnh phụ                |
| -------------------------------------------------- | --------------------------------- | --------------------------------- | --------------------------------- | --------------------------------- |
| Con gái Hoàng thái tử và Thân vương                | Quận thượng chúa (郡上主)         |                                   |                                   |                                   |
| Con gái Hoàng thái tôn, Tự Thân vương và Công tước | Quận chúa (郡主)                  |                                   |                                   |                                   |
| Con gái Hầu tước và Bá tước                        | Quận quân (郡君)                  |                                   |                                   |                                   |
| Con gái Tử tước và Nam tước                        | Á Quận quân (亞郡君)              |                                   |                                   |                                   |
| Con gái Tá quốc sứ                                 | Huyện thượng quân (縣上君)        |                                   |                                   |                                   |
| Con gái Phụng quốc sứ                              | Huyện quân (縣君)                 |                                   |                                   |                                   |
| Con gái Dực quốc sứ                                | Á Huyện quân (亞縣君)             |                                   |                                   |                                   |
| Quan viên Mệnh phụ                                 |                                   |                                   |                                   |                                   |
| Vợ của Quốc công                                   | Quốc phu nhân (國夫人)            |                                   |                                   |                                   |
| Vợ của Quận công                                   | Quận phu nhân (郡夫人)            |                                   |                                   |                                   |
| Vợ của Hầu tước                                    | Chính phu nhân (正夫人)           |                                   |                                   |                                   |
| Vợ của Bá tước                                     | Tự phu nhân (序夫人)              |                                   |                                   |                                   |
| Chính nhất phẩm                                    | Phu nhân (夫人)                   |                                   |                                   |                                   |
| Tòng nhất phẩm                                     | Đoan nhân (端人)                  |                                   |                                   |                                   |
| Chính nhị phẩm                                     | Thuận nhân (順人)                 |                                   |                                   |                                   |
| Tòng nhị phẩm                                      | Thục nhân (淑人)                  |                                   |                                   |                                   |
| Chính tam phẩm                                     | Trinh nhân (貞人)                 |                                   |                                   |                                   |
| Tòng tam phẩm                                      | Huy nhân (徽人)                   |                                   |                                   |                                   |
| Chính tứ phẩm                                      | Thạc nhân (碩人)                  |                                   |                                   |                                   |
| Tòng tứ phẩm                                       | Lệnh nhân (令人)                  |                                   |                                   |                                   |
| Chính ngũ phẩm                                     | Cung nhân (恭人)                  |                                   |                                   |                                   |
| Tòng ngũ phẩm                                      | Nghi nhân (宜人)                  |                                   |                                   |                                   |
| Chính lục phẩm                                     | An nhân (安人)                    |                                   |                                   |                                   |
| Tòng lục phẩm                                      | Nhụ nhân (孺人)                   |                                   |                                   |                                   |
| Chính thất phẩm                                    | Tĩnh nhân (靜人)                  |                                   |                                   |                                   |
| Tòng thất phẩm                                     | Thận nhân (慎人)                  |                                   |                                   |                                   |
| Chính bát phẩm                                     | Túc nhân (肅人)                   |                                   |                                   |                                   |
| Tòng bát phẩm                                      | (Chưa khảo được)                  |                                   |                                   |                                   |
| Chính cửu phẩm                                     | (Chưa khảo được)                  |                                   |                                   |                                   |
| Tòng cửu phẩm                                      | Cẩn nhân (謹人)                   |                                   |                                   |                                   |

Tước hiệu nhà Lê đại đa phần là truy phong, tức sau khi qua đời thì tặng cha mẹ của quan viên, rồi mới tới người vợ. Khi phong tặng thì cha mẹ đều kém 1 bậc so với con trai, đây là áp dụng với cả công thần được thụ phong tước hiệu Công, Hầu và Bá, mà phạm vị bị giảm có khác biệt giữa quan văn và quan võ. Theo lệ thời Hồng Đức vào năm thứ 2 của Lê Thánh Tông, quy định về phong tặng quan viên:
- Quan võ khi phong tặng thì cha mẹ kém 1 bậc so với con. Ví vụ người con là "Chính nhất phẩm" thì cha mẹ đều tặng chức tước theo "Tòng nhất phẩm", là "Tả Đô đốc" cùng "Đoan nhân". Mà người vợ luôn phải kém 4 bậc so với cha mẹ chồng, lúc này thì vợ quan Chính nhất phẩm sẽ là Tòng tam phẩm "Huy nhân".
- Quan văn khi phong tặng thì cha mẹ kém 2 bậc so với con. Ví vụ người con là Chính nhất phẩm thì cha mẹ đều tặng chức tước theo Chính nhị phẩm, là "Thái bảo" cùng "Thuận nhân", người vợ giảm 5 bậc so với cha mẹ chồng là "Lệnh nhân".

Thời nhà Nguyễn cũng rất ít lạm tước, đến hoàng tộc nhà Nguyễn cũng phải luận công hay không mà gia phong, sự gia phong cũng rất ít, do đó tước hiệu ngoại mệnh phụ sử dụng gần như chỉ để phong tặng cha mẹ và vợ quan viên, đặc biệt là những ngoại thích (cha mẹ các hoàng thái hậu). Các hoàng nữ và tôn nữ chỉ có thân phận, hoàng nữ tuy có phong tước công chúa nhưng đại đa số chỉ là xưng hô mà không có tước phong thái ấp đúng nghĩa (xem kỹ ở bài Hoàng tộc nhà Nguyễn).
| Tước hiệu Ngoại mệnh phụ triều Nguyễn | Tước hiệu Ngoại mệnh phụ triều Nguyễn           | Tước hiệu Ngoại mệnh phụ triều Nguyễn | Tước hiệu Ngoại mệnh phụ triều Nguyễn | Tước hiệu Ngoại mệnh phụ triều Nguyễn |
| --- | ----------------------------------------------- | ------------------------------------- | ------------------------------------- | ------------------------------------- |
| Nhất phẩm | Phu nhân (夫人)                                 |                                       |                                       |                                       |
| Nhị phẩm | Phu nhân (夫人), sau đổi thành Đoan nhân (端人) |                                       |                                       |                                       |
| Tam phẩm | Thục nhân (淑人)                                |                                       |                                       |                                       |
| Tứ phẩm | Cung nhân (恭人)                                |                                       |                                       |                                       |
| Ngũ phẩm | Nghi nhân (宜人)                                |                                       |                                       |                                       |
| Lục phẩm | An nhân (安人)                                  |                                       |                                       |                                       |
| Thất phẩm | An nhân (安人), sau đổi thành Nhu nhân (柔人)   |                                       |                                       |                                       |
| Bát phẩm | Nhụ nhân (孺人), sau đổi thành Cẩn nhân (謹人)  |                                       |                                       |                                       |
| Cửu phẩm | Nhụ nhân (孺人)                                 |                                       |                                       |                                       |
| * Chú thích: Các tước hiệu của triều Nguyễn khi truy tặng cho quan viên là một tước chia làm "Chính" và "Tòng", ngoại trừ trật Nhất phẩm. |                                                 |                                       |                                       |                                       |

#### Triều Tiên
Nhà Cao Ly tại Triều Tiên, tước hiệu Phu nhân còn dùng để phong cho các con gái của quốc vương, như Cao Ly Quang Tông năm ấy phong hai con gái lần lượt là Thiên Thu điện phu nhân (千秋殿夫人) cùng Bảo Hoa cung phu nhân (寶華宮夫人). Mặt khác lại có các tước hiệu như Quốc Đại phu nhân (國大夫人; 국대부인), Quận Đại phu nhân (郡大夫人; 군대부인) và Phủ phu nhân (府夫人; 부부인) đều dành cho Ngoại mệnh phụ. Từ đây Cao Ly có cơ sở tước hiệu Ngoại mệnh phụ khá đặc thù được phát triển ở thời Triều Tiên ngay sau đó.
Đến thời kỳ nhà Triều Tiên, thực tế triều đại này chia làm rất nhiều giai đoạn, nhưng đều lấy Triều Tiên Thế Tông và Triều Tiên Thành Tông làm cột móc lớn, bởi vì rất nhiều thay đổi về quan chế tước hiệu diễn ra sau Thế Tông và Thành Tông, trong đó là thứ bậc và tên tước vị của tông thất lẫn ngoại mệnh phụ. Sơ kỳ Triều Tiên, mẹ của vương phi ban đầu hoạch phong "Quốc Đại phu nhân", cụ thể là "Tam Hàn Quốc Đại phu nhân" (三韓國大夫人), sau mới sửa thành "Phủ phu nhân" như hiện tại biết đến. Hoặc như con gái quốc vương gọi Cung chúa (宮主; 궁주) cũng rất thường thấy, sau cũng dần sửa đổi cho khác biệt. Triều Tiên coi trọng Nho giáo, con trai của quốc vương ("vương tử") cùng con gái của quốc vương ("vương nữ") đều chia ra Đích (嫡) và Thứ (庶) rất gay gắt. Gọi là "Đích" tức là do chính thất vương phi sinh ra, còn "Thứ" là do hậu cung tần ngự sinh ra, do vậy tước hiệu vương thất giữa Đích tử-Thứ tử cùng Đích nữ-Thứ nữ của Triều Tiên cũng có khác biệt, đặc biệt là kể từ sau thời Thành Tông.
Chế độ Triều Tiên thời Thái Tổ và Thái Tông mô phỏng Trung Quốc và triều đại trước là Cao Ly, định phong tước cho mệnh phụ tông thất cùng mệnh phụ quan viên, song khoảng cách giữa các mệnh phụ lại khá nhập nhằng và phức tạp.
| Tước hiệu Ngoại mệnh phụ Sơ kỳ Triều Tiên | Tước hiệu Ngoại mệnh phụ Sơ kỳ Triều Tiên                               | Tước hiệu Ngoại mệnh phụ Sơ kỳ Triều Tiên | Tước hiệu Ngoại mệnh phụ Sơ kỳ Triều Tiên | Tước hiệu Ngoại mệnh phụ Sơ kỳ Triều Tiên |
| Phẩm vị                                   | Tước vị tương ứng                                                       | Vai vế xã hội                             |                                           |                                           |
| Tông thất Mệnh phụ                        | Tông thất Mệnh phụ                                                      | Tông thất Mệnh phụ                        | Tông thất Mệnh phụ                        | Tông thất Mệnh phụ                        |
| ----------------------------------------- | ----------------------------------------------------------------------- | ----------------------------------------- | ----------------------------------------- | ----------------------------------------- |
| Chính nhất phẩm                           | Tam Hàn Quốc Đại phu nhân (三韓國大夫人; 삼한국대부인)                  | Vợ của Đại khuông Phụ Quốc Đại quân       |                                           |                                           |
| Chính nhất phẩm                           | Mỗ Hàn Quốc Đại phu nhân (某韓國大夫人; 모한국대부인)                   | Vợ của Phụ Quốc Phủ viện quân             |                                           |                                           |
| Tòng nhất phẩm                            | Mỗ Hàn Quốc phu nhân (某韓國夫人; 모 한국 부인)                         | Vợ của Sùng Lộc chư Quân                  |                                           |                                           |
| Chính nhị phẩm                            | Trạch chúa (宅主; 택주)                                                 | Vợ của Chính Hiến chư Quân                |                                           |                                           |
| Tòng nhị phẩm                             | Trạch chúa (宅主; 택주)                                                 | Vợ của Gia Tĩnh chư Quân                  |                                           |                                           |
| Chính tam phẩm                            | Thận nhân (愼人; 신인)                                                  | Vợ của Thông Chính nguyên doãn            |                                           |                                           |
| Tòng tam phẩm                             | Thận nhân (愼人; 신인)                                                  | Vợ của Trung Trực chính doãn              |                                           |                                           |
| Chính tứ phẩm                             | Huệ nhân (惠人; 혜인)                                                   | Vợ của Phụng Chính Phó nguyên doãn        |                                           |                                           |
| Tòng tứ phẩm                              | Huệ nhân (惠人; 혜인)                                                   | Vợ của Triều Tản Phó chính doãn           |                                           |                                           |
| Công thần Mệnh phụ                        |                                                                         |                                           |                                           |                                           |
| Chính nhất phẩm                           | Mỗ Hàn Quốc Đại phu nhân (某韓國大夫人; 모한국대부인)                   | Vợ của Tả Hữu Nghị Chính Phủ viện quân    |                                           |                                           |
| Chính nhất phẩm                           | Mỗ Hàn Quốc phu nhân (某韓國夫人; 모한국부인)                           | Vợ của các Phủ viện quân                  |                                           |                                           |
| Tòng nhất phẩm                            | Trạch chúa (宅主; 택주)                                                 | Vợ các Quân                               |                                           |                                           |
| Chính nhị phẩm                            | Trạch chúa (宅主; 택주)                                                 | Vợ các Quân                               |                                           |                                           |
| Tòng nhị phẩm                             | Trạch chúa (宅主; 택주)                                                 | Vợ các Quân                               |                                           |                                           |
| Quan viên Mệnh phụ                        |                                                                         |                                           |                                           |                                           |
| Nhất phẩm                                 | Quận phu nhân (郡夫人; 군부인) Trinh Thục phu nhân (貞淑夫人; 정숙부인) | Vợ của quan viên Nhất phẩm                |                                           |                                           |
| Nhị phẩm                                  | Huyện phu nhân (縣夫人; 현부인) Trinh phu nhân (貞夫人; 정부인)         | Vợ của quan viên Nhị phẩm                 |                                           |                                           |
| Tam phẩm                                  | Lệnh nhân (令人; 영인)                                                  | Vợ của quan viên Tam phẩm                 |                                           |                                           |
| Tứ phẩm                                   | Cung nhân (恭人; 공인)                                                  | Vợ của quan viên Tứ phẩm                  |                                           |                                           |
| Ngũ phẩm                                  | Nghi nhân (宜人; 의인)                                                  | Vợ của quan viên Ngũ phẩm                 |                                           |                                           |
| Lục phẩm                                  | An nhân (安人; 안인)                                                    | Vợ của quan viên Lục phẩm                 |                                           |                                           |
| Thất phẩm trở xuống                       | Nhụ nhân (孺人; 유인)                                                   | Vợ của quan viên Thất phẩm trở xuống      |                                           |                                           |

Pháp chế Triều Tiên qua nhiều đợt tu sửa, từ sau Thành Tông thì trở thành chế độ gần như bất di bất dịch và được biết đến nhiều nhất. Vương đích tử thụ phong Đại quân (大君; 대군), các vương thứ tử phong Quân (君; 군), đích nữ là Công chúa còn thứ nữ là Ông chúa. Ngoài ra, các tước hiệu ngoại mệnh phụ cũng được bỏ đi nhiều định chế từ Thái Tổ, Thái Tông cùng Thế Tông, tạo ra một hệ thống tinh giản hơn.
| Siêu phẩm               | Công chúa (公主; 공주)                   | Vương đích nữ, con gái của Vương phi                    |
| Siêu phẩm               | Ông chúa (翁主; 옹주)                    | Vương thứ nữ, con gái của Hậu cung                      |
| Chính nhất phẩm         | Phủ phu nhân (府夫人; 부부인)            | Vợ của Phủ viện quân hoặc Vương đích tử Đại quân        |
| Chính nhất phẩm         | Quận phu nhân (郡夫人; 군부인)           | Vợ của Vương thứ tử Quân hoặc Chính nhất phẩm Tông thất |
| Chính nhất phẩm         | Trinh Kính phu nhân (貞敬夫人; 정경부인) | Vợ của quan viên Chính nhất phẩm                        |
| Tòng nhất phẩm          | Phụng Bảo phu nhân (奉保夫人; 봉보부인)  | Nhũ mẫu của Quốc vương                                  |
| Tòng nhất phẩm          | Quận phu nhân (郡夫人; 군부인)           | Vợ của Tòng nhất phẩm Tông thất                         |
| Tòng nhất phẩm          | Trinh Kính phu nhân (貞敬夫人; 정경부인) | Vợ của quan viên Tòng nhất phẩm                         |
| Chính nhị phẩm          | Quận chúa (郡主; 군주)                   | Đích nữ của Thế tử                                      |
| Chính nhị phẩm          | Huyện phu nhân (縣夫人; 현부인)          | Vợ của Chính nhị phẩm Tông thất                         |
| Chính nhị phẩm          | Trinh phu nhân (貞夫人; 정부인)          | Vợ của quan viên Chính nhị phẩm                         |
| Tòng nhị phẩm           | Huyện phu nhân (縣夫人; 현부인)          | Vợ của Tòng nhị phẩm Tông thất                          |
| Tòng nhị phẩm           | Trinh phu nhân (貞夫人; 정부인)          | Vợ của quan viên Tòng nhị phẩm                          |
| Chính tam phẩm          | Huyện chúa (縣主; 현주)                  | Thứ nữ của Thế tử                                       |
| Chính tam phẩm          | Thận phu nhân (慎夫人; 신부인)           | Vợ của Chính tam phẩm Tông thất (Đường thượng quan)     |
| Chính tam phẩm          | Thận nhân (慎人; 신인)                   | Vợ của Chính tam phẩm Tông thất (Đường hạ quan)         |
| Chính tam phẩm          | Thục phu nhân (淑夫人; 숙부인)           | Vợ của quan viên Chính tam phẩm (Đường thượng quan)     |
| Chính tam phẩm          | Thục nhân (淑人; 숙인)                   | Vợ của quan viên Chính tam phẩm (Đường hạ quan)         |
| Tòng tam phẩm           | Thận nhân (慎人; 신인)                   | Vợ của Tòng tam phẩm Tông thất                          |
| Tòng tam phẩm           | Thục nhân (淑人; 숙인)                   | Vợ của quan viên Tòng tam phẩm                          |
| Chính và Tòng tứ phẩm   | Huệ nhân (惠人; 혜인)                    | Vợ của Chính và Tòng tứ phẩm Tông thất                  |
| Chính và Tòng tứ phẩm   | Lệnh nhân (令人; 영인)                   | Vợ của quan viên Chính và Tòng tứ phẩm                  |
| Chính và Tòng ngũ phẩm  | Ôn nhân (溫人; 온인)                     | Vợ của Chính và Tòng ngũ phẩm Tông thất                 |
| Chính và Tòng ngũ phẩm  | Cung nhân (恭人; 공인)                   | Vợ của quan viên Chính và Tòng ngũ phẩm                 |
| Chính và Tòng lục phẩm  | Thuận nhân (順人; 순인)                  | Vợ của Chính lục phẩm Tông thất                         |
| Chính và Tòng lục phẩm  | Nghi nhân (宜人; 의인)                   | Vợ của quan viên Chính và Tòng lục phẩm                 |
| Chính và Tòng thất phẩm | An nhân (安人; 안인)                     | Vợ của quan viên Chính và Tòng thất phẩm                |
| Chính và Tòng bát phẩm  | Đoan nhân (端人; 단인)                   | Vợ của quan viên Chính và Tòng bát phẩm                 |
| Chính và Tòng cửu phẩm  | Nhụ nhân (孺人; 유인)                    | Vợ của quan viên Chính và Tòng cửu phẩm                 |

## Phong tặng nhũ mẫu
Vào thời Minh-Thanh, quy chế tước vị đã hoàn chỉnh nên "Phu nhân" chỉ dùng cho ngoại mệnh phụ và các nữ quan có công lao. Ngoài ra, do hai triều Minh-Thanh triệt để tránh ngoại thích, họ không cho các vị hoàng tử và công chúa gần gũi thân mẫu mà thường giao nhũ mẫu chăm sóc, thành ra rất nhiều nhũ mẫu của hoàng đế được vinh hiển, như:
1. Minh Thành Tổ phong nhũ mẫu (Mỗ thị) là Bảo Thánh Hiền Thuận phu nhân (保聖賢順夫人);
2. Minh Hiếu Tông phong nhũ mẫu Thiệu thị là Kính Thuận phu nhân (敬順夫人);
3. Minh Duệ Tông phong nhũ mẫu Diêu thị là Sùng Kính phu nhân (崇敬夫人);
4. Minh Thế Tông phong nhũ mẫu Cao thị là Cung Phụng phu nhân (恭奉夫人);
5. Minh Hy Tông phong nhũ mẫu Khách thị là Phụng Thánh phu nhân (奉聖夫人);
6. Khang Hi Đế phong nhũ mẫu Phác thị là Phụng Thánh phu nhân (奉聖夫人), nhũ mẫu Qua Nhĩ Giai thị là Bảo Thánh phu nhân (保聖夫人);
7. Ung Chính Đế phong nhũ mẫu Tạ thị là Cung Cần phu nhân (恭勤夫人), nhũ mẫu Vương thị làm Thuận Thiện phu nhân (順善夫人);
8. Càn Long Đế phong nhũ mẫu Đổng thị làm Ôn Thục phu nhân (溫淑夫人;